# Pic San Jacinto
Le pic San Jacinto est une montagne de Californie qui s'élève à 3 293 m d'altitude. Il est le point culminant des monts San Jacinto.